# جوش ريتشاردسون
جوش ريتشاردسون (بالإنجليزية: Josh Richardson)‏ مواليد 15 سبتمبر 1993 في إدموند، هو لاعب كرة سلة محترف أمريكي بدأ مسيرته الاحترافية في سنة 2015 حيث تم اختياره من قبل فريق ميامي هيت خلال الدرافت، يلعب مع فريق ميامي هيت في الرابطة الوطنية لكرة السلة ويحمل الرقم 0. يبلغ طوله 6 قدم 6 بوصة (2.0 م).

## إحصائيات المسيرة

### الموسم الاعتيادي
| السنة   | الفريق    | لعب | بدأ | دقيقة | ميداني% | ثلاثية | حرة  | ارتداد | صنع | استلاب | تصدي | نقطة |
| ------- | --------- | --- | --- | ----- | ------- | ------ | ---- | ------ | --- | ------ | ---- | ---- |
| 2015–16 | ميامي هيت | 52  | 2   | 21.3  | .452    | .461   | .667 | 2.1    | 1.4 | .7     | .5   | 6.6  |
| المسيرة | المسيرة   | 52  | 2   | 21.3  | .452    | .461   | .667 | 2.1    | 1.4 | .7     | .5   | 6.6  |

### التصفيات
| السنة   | الفريق    | لعب | بدأ | دقيقة | ميداني% | ثلاثية | حرة  | ارتداد | صنع | استلاب | تصدي | نقطة |
| ------- | --------- | --- | --- | ----- | ------- | ------ | ---- | ------ | --- | ------ | ---- | ---- |
| 2016    | ميامي هيت | 14  | 0   | 27.6  | .371    | .370   | .714 | 3.6    | 1.6 | .4     | .9   | 6.6  |
| المسيرة | المسيرة   | 14  | 0   | 27.6  | .371    | .370   | .714 | 3.6    | 1.6 | .4     | .9   | 6.6  |

## روابط خارجية
- جوش ريتشاردسون على موقع إن بي أي (الإنجليزية)
- جوش ريتشاردسون على موقع سبورتس رفرنس (الإنجليزية)
- جوش ريتشاردسون على موقع كرة السلة الأوروبية.كوم (الإنجليزية)
- جوش ريتشاردسون على موقع إي إس بي إن.كوم (الإنجليزية)
- جوش ريتشاردسون على موقع كلية كرة السلة في سبورتس رفرنس.كوم (الإنجليزية)
- جوش ريتشاردسون على موقع ريلجم (الإنجليزية)
- جوش ريتشاردسون على موقع بروبوليرز (الإنجليزية)
- جوش ريتشاردسون على موقع سبورتس رفرنس (الإنجليزية)